# Zorita (danseuse)
Pour les articles homonymes, voir Zorita.
Zorita (née Kathryn Boyd le 30 août 1915 et morte le 12 novembre 2001) est une danseuse américaine. Elle est surtout connu pour une danse d'une vingtaine de minutes avec deux boa constricteurs, nommés Elmer et Oscar[réf. souhaitée].

## Biographie
Kathryn Boyd naît à Youngstown (Ohio) en 1915. Elle est adoptée par un couple de méthodistes pratiquants. Elle commence à travailler comme danseuse à l'âge de 15 ans, puis entame sa carrière burlesque en 1935.
En 1941, Zorita est arrêtée par l'American Society for the Prevention of Cruelty to Animals pour son utilisation de serpents dans son art,. Elle est relâchée après le versement d'une caution de 1 500 $, mais après sa dernière performance à New York, elle se fait confisquer tous ses serpents.